# 52. Tony-gála
A 52. Tony-gála az 1996/97-es szezon legjobb Broadway színházi alakításait értékelte. A díjátadót 1998. június 7-én tartották a New York-i Radio City Music Hallben, a műsor házigazdája Rosie O’Donnell volt. A ceremóniát a CBS televízióadó közvetítette élőben.

## Győztesek és jelöltek
A nyertesek félkövérrel jelölve.
| Legjobb színdarab | Legjobb musical |
| --- | --- |
| - Művészet – Yasmina Reza - Leenane szépe – Martin McDonagh - Freak – John Leguizamo - Golden Child – David Henry Hwang                                                                     | - Az oroszlánkirály - Ragtime - Side Show - A Vörös Pimpernel |
| Legjobb színdarab újra a színpadon | Legjobb musical újra a színpadon |
| - Pillantás a hídról - Ó, ifjúság! - The Chairs - Anne Frank naplója | - Kabaré - 1776 - A muzsika hangja |
| Legjobb férfi főszereplő színdarabban | Legjobb női főszereplő színdarabban |
| - Anthony LaPaglia – Pillantás a hídról (Eddie) - Richard Briers – The Chairs (Öreg férfi) - John Leguizamo – Freak (Önmaga) - Alfred Molina – Művészet (Yvan)                              | - Marie Mullen – Leenane szépe (Maureen Folan) - Jane Alexander – Szenvedély (Honor) - Allison Janney – Pillantás a hídról (Beatrice Carbone) - Geraldine McEwan – The Chairs (Öreg nő) |
| Legjobb férfi főszereplő musicalben | Legjobb női főszereplő musicalben |
| - Alan Cumming – Kabaré (Ceremóniamester) - Peter Friedman – Ragtime (Tateh) - Brian Stokes Mitchell – Ragtime (Coalhouse Walker, Jr.) - Douglas Sills – A Vörös Pimpernel (Percy Blakeney) | - Natasha Richardson – Kabaré (Sally Bowles) - Betty Buckley – Triumph of Love (Hesione) - Marin Mazzie – Ragtime (Édesanya) - Alice Ripley, Emily Skinner – Side Show (Violet és Daisy Hilton) |
| Legjobb férfi mellékszereplő színdarabban | Legjobb női mellékszereplő színdarabban |
| - Tom Murphy – Leenane szépe (Ray Dooley) - Brían F. O'Byrne – Leenane szépe (Pato Dooley) - Sam Trammell – Ó, ifjúság! (Richard Miller) - Max Wright – Ivanov (Pavel Lebedev)              | - Anna Manahan – Leenane szépe (Mag Folan) - Enid Graham – Szenvedély (Sophie) - Linda Lavin – Anne Frank naplója (Mrs. Van Daan) - Julyana Soelistyo – Golden Child (Eng Ahn) |
| Legjobb férfi mellékszereplő musicalben | Legjobb női mellékszereplő musicalben |
| - Ron Rifkin – Kabaré (Herr Schultz) - Gregg Edelman – 1776 (Edward Rutledge) - John McMartin – High Society (Willie bácsi) - Samuel E. Wright – Az oroszlánkirály (Mufasa)                 | - Audra McDonald – Ragtime (Sarah) - Anna Kendrick – High Society (Dinah Lord) - Tsidii Le Loka – Az oroszlánkirály (Rafiki) - Mary Louise Wilson – Kabaré (Fraulein Schneider) |
| Legjobb szövegkönyv musicalben | Legjobb eredeti zene |
| - Terrence McNally – Ragtime - Bill Russell – Side Show - Roger Allers, Irene Mecchi – Az oroszlánkirály - Nan Knighton – A Vörös Pimpernel                                                 | - Ragtime – Stephen Flaherty (zene), Lynn Ahrens (dalszöveg) - Side Show – Henry Krieger (zene), Bill Russell (dalszöveg) - The Capeman – Paul Simon (zene), Derek Walcott (dalszöveg) - Az oroszlánkirály – Elton John, Tim Rice, Lebo M, Mark Mancina, Jay Rifkin, Julie Taymor, Hans Zimmer (zene és dalszöveg) |
| Legjobb díszlettervezés | Legjobb jelmeztervezés |
| - Richard Hudson – Az oroszlánkirály - Bob Crowley – The Capeman - Eugene Lee – Ragtime - Quay Brothers – The Chairs                                                                        | - Julie Taymor – Az oroszlánkirály - William Ivey Long – Kabaré - Santo Loquasto – Ragtime - Martin Pakledinaz – Golden Child |
| Legjobb látványtervezés | Legjobb zenekar |
| - Donald Holder – Az oroszlánkirály - Paul Anderson – The Chairs - Peggy Eisenhauer, Mike Baldassari – Kabaré - Jules Fisher, Peggy Eisenhauer – Ragtime                                    | - William David Brohn – Ragtime - Robert Elhai, David Metzger, Bruce Fowler – Az oroszlánkirály - Michael Gibson – Kabaré - Stanley Silverman – The Capeman |
| Legjobb színdarabrendező | Legjobb musicalrendező |
| - Garry Hynes – Leenane szépe - Michael Mayer – Pillantás a hídról - Simon McBurney – The Chairs - Matthew Warchus – Művészet                                                               | - Julie Taymor – Az oroszlánkirály - Scott Ellis – 1776 - Frank Galati – Ragtime - Sam Mendes, Rob Marshall – Kabaré |
| Legjobb koreográfia | |
| - Garth Fagan – Az oroszlánkirály - Graciela Daniele – Ragtime - Forever Tango Dancers – Forever Tango - Rob Marshall – Kabaré                                                              | |

### Különdíjak
- A legjobb körzeti színház: Denver Center Theatre Company
- Színházi életműdíj: Ben Edwards, Edward E. Colton
- Tony-tiszteletdíj: The International Theatre Institute of the United States

## Előadott számok
- Ragtime ("Ragtime" — Marin Mazzie, Audra McDonald)
- A muzsika hangja ("Wedding"/"Do-Re-Mi"/"The Sound of Music" — Rebecca Luker)
- 1776 ("Sit Down, John" — Richard Poe)
- Az oroszlánkirály ("Az élet az úr" — Tsidii Le Loka)
- Kabaré ("Willkommen" — Alan Cumming)
- Side Show ("I Will Never Leave You" — Alice Ripley, Emily Skinner)
- A Vörös Pimpernel ("Into the Fire" — Douglas Sills)

## Fordítás
- Ez a szócikk részben vagy egészben  a(z)   52nd Tony Awards című angol Wikipédia-szócikk fordításán alapul.  Az eredeti cikk szerkesztőit annak laptörténete sorolja fel. Ez a jelzés csupán a megfogalmazás eredetét és a szerzői jogokat jelzi, nem szolgál a cikkben szereplő információk forrásmegjelöléseként.